# (أنت تجعلني) مجنونة
«(أنت تجعلني) مجنونة» أو «(يو درايف مي) كريزي» (بالإنجليزية: (You Drive Me) Crazy) هي أغنية للمغنية الأمريكية بريتني سبيرز، من ألبومها الأول «...حبيبي مرة أخرى». صدرت كالأغنية المنفردة الثالثة من الألبوم بتاريخ 23 أغسطس، 1999 بواسطة تسجيلات جايف.
وهي أغنية الفيلم الرومانسي الكوميدي الأمريكي (بالإنجليزية: Drive Me Crazy) الذي طرح عام 1999, وهي أغنية من طابع البوب. استقبلت الأغنية نقداً إيجابيا من النقاد، وبعضهم أشار إلى بساطة الأغنية وتشابهها مع أغنية سبيرز المنفردة الأولى «...حبيبي مرة أخرى» من نفس الألبوم.
نجحت الأغنية عالمياً ودخلت قوائم توب 10 في 17 دولة. في المملكة المتحدة، أصبحت «(أنت تجعلني) مجنونة» أغنية سبيرز المنفردة الثالثة على التوالي التي تدخل قوائم توب 5. ووصلت إلى رقم 10 في قائمة توب 100 في أمريكا بالبيلبورد، وكانت #1 في بلجيكا.
في الفيديو تظهر سبيرز كنادلة في نادي رقص وتؤدي رقصة حماسية مع النادلات الأخريات.